# Айо-Мару
Айо-Мару (Aiyo Maru) — транспортне судно, яке під час Другої світової війни брало участь у операціях японських збройних сил на Тихому океані.
Судно спорудили в січні 1942 році на верфі Nippon Kokan у Цурумі для компанії Oyo Kisen. У грудні того ж року його реквізували для потреб Імперської армії Японії та класифікували як допоміжний військовий транспорт (кораблі такого типу зазвичай отримували захисне озброєння із двох 120-мм гармат).
Наприкінці лютого 1943-го «Айо-Мару» перебувало в Рабаулі — головній передовій базі в архіпелазі Бісмарка, з якої провадились японські операції на Соломонових островах та сході Нової Гвінеї. Тут його вирішили залучити до великої операції з доставки підкріплень японським гарнізонам Лае та Саламауа (в затоці Хуон на східному узбережжі Нової Гвінеї). У ніч проти 1 березня конвой вийшов з Рабаула. Союзники організували протидію конвою шляхом ударів авіації (події, що стали відомі як битва в морі Бісмарка) та в підсумку потопили всі транспорти. «Айо-Мару» затонуло 3 березня, при цьому разом з судном загинули 45 членів екіпажу та 278 військовослужбовців, втрачено вантаж продовольства, амуніції та 5 десантних барж «Дайхацу».